# Chili op de Olympische Zomerspelen 2004
Chili nam deel aan de Olympische Zomerspelen 2004 in Athene, Griekenland. Het was de twintigste deelname van het land. Bij de openingsceremonie werd de nationale vlag gedragen door zwemster Kristel Köbrich. 
Er namen 22 sporters (16 mannen en 6 vrouwen) deel in elf olympische sportdisciplines. Atlete Érika Olivera en tafeltennisster Berta Rodríguez namen voor de derde keer deel, vijf mannen en een vrouw voor de tweedemaal. In de atletiek werd voor de twintigste keer deelgenomen, in de schietsport voor de zestiende keer, in het wielrennen voor de dertiende keer, in het schermen voor de negende keer, in het roeien voor de zevende keer, in het tennis, zeilen en zwemmen voor de zesdemaal, in het tafeltennis voor de vijfdemaal en voor de derdemaal in judo. Voor het eerst werd deelgenomen in het kanovaren, de 22e sportdiscipline waarin Chili op de Zomerspelen uitkwam.
Aan de negen behaalde medailles tot nu toe, behaald in 1928 (1), 1952 (2), 1956 (4), 1988 (1) en 2000 (1), werden er deze editie drie aan toegevoegd. De tennissers Fernando González en Nicolás Massú schreven geschiedenis door in het dubbelspel de eerste gouden olympische medaille voor hun land te winnen. Een dag later won Massú ook goud in het enkelspel.

## Medailleoverzicht
| Sport  | Olympiër                        | Onderdeel      | Medaille |
| ------ | ------------------------------- | -------------- | -------- |
| Tennis | Nicolás Massú                   | enkelspel (m)  | Goud     |
| Tennis | Nicolás Massú Fernando González | dubbelspel (m) | Goud     |
| Tennis | Fernando González               | enkelspel (m)  | Brons    |

## Deelnemers en resultaten

### Atletiek
| Olympiër (deelname) | Onderdeel                | Resultaat | Prestatie                                 |
| ------------------- | ------------------------ | --------- | ----------------------------------------- |
| Marco Antonio Verni | kogelstoten (m)          | DNF       | kwalificatie groep A: geen geldige poging |
|                     |                          |           |                                           |
| Érika Olivera (3)   | marathon (v)             | 58e       | 2:57.14                                   |
| Carolina Torres     | polsstokhoogspringen (v) | 33e       | kwalificatie groep A: 17de met 4,00m      |

### Judo
| Olympiër (deelname) | Onderdeel | Resultaat | Prestatie                          |
| ------------------- | --------- | --------- | ---------------------------------- |
| Gabriel Lama (2)    | -90kg (m) | 21e       | 1ste ronde: V van USA Olson: ippon |

### Kanovaren
| Olympiër        | Onderdeel     | Resultaat | Prestatie                                                |
| --------------- | ------------- | --------- | -------------------------------------------------------- |
| Jonnathan Tafra | C-1 1000m (m) | 17e       | serie 1: 5de in 4.04,402 halve finale 1: 8ste in 4.22,64 |

### Roeien
| Olympiër (deelname) | Onderdeel | Resultaat | Prestatie |
| ------------------- | --------- | --------- | --- |
| Óscar Vásquez       | skiff (m) | 23e       | serie 2: 5de in 7.38,04 herkansingen: 3de in 7.06,51 halve finale E: 2de in 7.27,11 finale D: 5de in 7.10,75 |
|                     |           |           | |
| Soraya Jadué (3)    | skiff (v) | 11e       | serie 2: 3de in 7.58,28 herkansingen: 2de in 7.37,60 halve finale 1: 6de in 8.16,21 finale B: 5de in 7.42,76 |

### Schermen
| Olympiër (deelname) | Onderdeel | Resultaat | Prestatie                                             |
| ------------------- | --------- | --------- | ----------------------------------------------------- |
| Paris Inostroza (2) | degen (m) | 17e       | 1ste ronde: vrij 2de ronde: V van USA Thompson: 12-13 |

### Schietsport
| Olympiër     | Onderdeel | Resultaat | Prestatie                                           |
| ------------ | --------- | --------- | --------------------------------------------------- |
| Jorge Atalah | skeet (m) | 31e       | kwalificatie: 31ste met 117 punten (24-24-23-22-24) |

### Tafeltennis
| Olympiër (deelname)                | Onderdeel      | Resultaat | Prestatie                                                                           |
| ---------------------------------- | -------------- | --------- | ----------------------------------------------------------------------------------- |
| Juan Papic                         | enkelspel (m)  | 49e       | 1ste ronde: V van USA Lupulesku: 0-4 (2-11, 4-11, 5-11, 2-11)                       |
| Juan Papic Alejandro Rodríguez     | dubbelspel (m) | 25e       | 1ste ronde: V van NGR Akinlabi/Nosiru: 1-4 (9-11, 5-11, 17-15, 9-11, 7-11)          |
|                                    |                |           |                                                                                     |
| Berta Rodríguez (3)                | enkelspel (v)  | 49e       | 1ste ronde: V van NGR Oshonaike: 0-4 (9-11, 8-11, 7-11, 9-11)                       |
| Berta Rodríguez María Paulina Vega | dubbelspel (v) | 33e       | 1ste ronde: V van VEN Perez/Ramos: 3-4 (14-12, 8-11, 11-6, 7-11, 13-11, 5-11, 7-11) |

### Tennis
| Olympiër                        | Onderdeel      | Resultaat | Prestatie |
| ------------------------------- | -------------- | --------- | --- |
| Fernando González               | enkelspel (m)  | Brons     | 1ste ronde: W van GRE Economidis: 7-6(6), 6-2 2de ronde: W van KOR Lee: 7-5, 6-2 3de ronde: W van USA Roddick: 6-4, 6-4 kwartfinale: W van FRA Grosjean: 6-2, 2-6, 6-4 halve finale: V van USA Fish: 6-3, 3-6, 4-6 bronzen finale: W van USA Dent: 6-4, 2-6, 16-14              |
| Nicolás Massú (2)               | enkelspel (m)  | Goud      | 1ste ronde: W van BRA Kuerten: 6-3, 5-7, 6-4 2de ronde: W van USA Spadea: 7-6(3), 6-2 3de ronde: W van RUS Andrejev: 6-3, 6-7(4), 6-4 kwartfinale: W van ESP Moyá: 6-2, 7-5 halve finale: W van USA Dent: 7-6(5), 6-1 finale: W van USA Fish: 6-3, 3-6, 2-6, 6-3, 6-4           |
| Fernando González Nicolás Massú | dubbelspel (m) | Goud      | 1ste ronde: W van BAH Knowles/Merklein: 7-5, 6-4 2de ronde: W van ARG Eltis/Rodriguez: 6-3, 7-6(2) kwartfinale: W van USA B Bryan/M Bryan: 7-5, 6-4 halve finale: W van CRO Ančić/Ljubičić: 7-5, 4-6, 6-4 finale: W van GER Kiefer/Rainer Schüttler: 6-2, 4-6, 3-6, 7-6(7), 6-4 |

### Wielersport
| Olympiër (deelname)   | Onderdeel        | Resultaat | Prestatie      |
| Baan                  | Baan             | Baan      | Baan           |
| --------------------- | ---------------- | --------- | -------------- |
| Marco Arriagada (2)   | puntenkoers (m)  | 11e       | 25 punten      |
| Mountainbike          |                  |           |                |
| Cristóbal Silva       | mountainbike (m) | 40e       | op 1 ronde     |
| Weg                   |                  |           |                |
| Marcelo Arriagada (2) | wegwedstrijd (m) | DNF       | niet gefinisht |

### Zeilen
| Olympiër         | Onderdeel | Resultaat | Prestatie                                     |
| ---------------- | --------- | --------- | --------------------------------------------- |
| Matías del Solar | laser     | 23e       | 216 punten: (39-38-6-38-16-15-18-11-27-31-16) |

### Zwemmen
| Olympiër          | Onderdeel            | Resultaat | Prestatie                     |
| ----------------- | -------------------- | --------- | ----------------------------- |
| Max Schnettler    | 100m vrije slag (m)  | 49e       | serie 3: 5de in 51,91         |
| Giancarlo Zolezzi | 200m vrije slag (m)  | 39e       | serie 4: 6de in 1.53,18       |
| Giancarlo Zolezzi | 400m vrije slag (m)  | 25e       | serie 2: 1ste in 3.56,52 (NR) |
| Giancarlo Zolezzi | 1500m vrije slag (m) | 30e       | serie 1: 2de in 16.00,52      |
|                   |                      |           |                               |
| Kristel Köbrich   | 400m vrije slag (v)  | 26e       | serie 2: 3de in 4.18,68       |
| Kristel Köbrich   | 800m vrije slag (v)  | 15e       | serie 4: 7de in 8.40,41       |

Afghanistan · Albanië · Algerije · Amerikaanse Maagdeneilanden · Amerikaans-Samoa · Andorra · Angola · Antigua en Barbuda · Argentinië · Armenië · Aruba · Australië · Azerbeidzjan · Bahama's · Bahrein · Bangladesh · Barbados · België · Belize · Benin · Bermuda · Bhutan · Bolivia · Bosnië en Herzegovina · Botswana · Brazilië · Britse Maagdeneilanden · Brunei · Bulgarije · Burkina Faso · Burundi · Cambodja · Canada · Centraal-Afrikaanse Republiek · Chili · China · Chinees Taipei · Colombia · Comoren · Congo-Brazzaville · Congo-Kinshasa · Cookeilanden · Costa Rica · Cuba · Cyprus · Denemarken · Djibouti · Dominica · Dominicaanse Republiek · Duitsland · Ecuador · Egypte · El Salvador · Equatoriaal-Guinea · Eritrea · Estland · Ethiopië · Fiji · Filipijnen · Finland · Frankrijk · Gabon · Gambia · Georgië · Ghana · Grenada · Griekenland · Groot-Brittannië · Guam · Guatemala · Guinee · Guinee‑Bissau · Guyana · Haïti · Honduras · Hongarije · Hongkong · Ierland · IJsland · India · Indonesië · Irak · Iran · Israël · Italië · Ivoorkust · Jamaica · Japan · Jemen · Jordanië · Kaaimaneilanden · Kaapverdië · Kameroen · Kazachstan · Kenia · Kirgizië · Kiribati · Koeweit · Kroatië · Laos · Lesotho · Letland · Libanon · Liberia · Libië · Liechtenstein · Litouwen · Luxemburg · Macedonië · Madagaskar · Malawi · Malediven · Maleisië · Mali · Malta · Marokko · Mauritanië · Mauritius · Mexico · Micronesië · Moldavië · Monaco · Mongolië · Mozambique · Myanmar · Namibië · Nauru · Nederland · Nederlandse Antillen · Nepal · Nicaragua · Nieuw-Zeeland · Niger · Nigeria · Noord-Korea · Noorwegen · Oeganda · Oekraïne · Oezbekistan · Oman · Oostenrijk · Oost‑Timor · Pakistan · Palau · Palestina · Panama · Papoea-Nieuw-Guinea · Paraguay · Peru · Polen · Portugal · Puerto Rico · Qatar · Roemenië · Rusland · Rwanda · Saint Kitts en Nevis · Saint Lucia · Saint Vincent en Grenadines · Salomonseilanden · Samoa · San Marino · Sao Tomé en Principe · Saoedi-Arabië · Senegal · Servië en Montenegro · Seychellen · Sierra Leone · Singapore · Slovenië · Slowakije · Soedan · Somalië · Spanje · Sri Lanka · Suriname · Swaziland · Syrië · Tadzjikistan · Tanzania · Thailand · Togo · Tonga · Trinidad en Tobago · Tsjaad · Tsjechië · Tunesië · Turkije · Turkmenistan · Uruguay · Vanuatu · Venezuela · Verenigde Arabische Emiraten · Verenigde Staten · Vietnam · Wit-Rusland · Zambia · Zimbabwe · Zuid-Afrika · Zuid-Korea · Zweden · Zwitserland